# Kenny Adeleke
Andrew Kehinde Adeleke, detto Kenny (Lagos, 10 febbraio 1983), è un ex cestista nigeriano.

## Carriera
Ha studiato e giocato alla Hofstra University per tre anni prima di trasferirsi alla Università di Hartford dove si è laureato nel 2006. Non viene però scelto nell'annuale Draft NBA.
Gioca alcune partite di pre-season con New York Knicks e Seattle SuperSonics prima di trasferirsi in Israele al Hapoel Galil Elyon, dove risulta il miglior rimbalzista del campionato.
Nel 2009 gioca nel campionato italiano di Serie A1 nelle file di Napoli.